# Hermann Ernst Plassmann
Hermann Ernst Plassmann SJ (* 27. Oktober 1817 in Hellefeld, Sundern (Sauerland); † 23. Juli 1864 in Tivoli) war ein deutscher katholischer Theologe und Thomist sowie Rektor des Campo Santo Teutonico.
Hermann Ernst Plassmann studierte Philosophie in Münster bei Christoph Bernhard Schlüter und in München bei Franz von Baader sowie Theologie in Paderborn. 1843 empfing er in Paderborn die Priesterweihe. 1846 trat er in die Gesellschaft Jesu ein. 1855 wurde er in Rom zum Dr. theol promoviert. Von 1856 bis 1859 war er Professor für Philosophie in Paderborn. 1863 wurde er Rektor des Campo Santo Teutonico und Konsultor der Indexkongregation.
Plassmann galt als renommierter Vertreter der Thomistischen Philosophie.

## Schriften (Auswahl)
- Die Schule des heiligen Thomas von Aquino, 1857–62, 5 Bände
- Über Toleranz oder das friedliche Zusammenleben verschiedener Konfessionsverwandten, 1852
- Die Lehren des Hl. Thomas über die Bescheidenheit und Demut, 1858
- Das Leben aus dem Glauben, Wien 1863